# Gütersloh-Land
Die Gemeinde Gütersloh-Land (auch Landgemeinde Gütersloh) war eine von 1843 bis 1910 bestehende Landgemeinde im Kreis Wiedenbrück in der preußischen Provinz Westfalen. Die Gemeinde umfasste die vier Bauerschaften Blankenhagen, Nordhorn, Pavenstädt und Sundern. Ihr Gebiet gehört heute zur Stadt Gütersloh in Nordrhein-Westfalen.

## Geschichte
Die Bauerschaften Blankenhagen, Nordhorn, Pavenstädt und Sundern gehörten bis 1808 zur Herrschaft Rheda. Nach deren Aufhebung gehörten sie zur nach französischem Vorbild eingerichteten Bürgermeisterei Gütersloh im Kanton Rheda des Königreichs Westphalen. Die Bürgermeisterei Gütersloh bildete ab 1816 einen der Verwaltungsbezirke des neuen Kreises Wiedenbrück in der preußischen Provinz Westfalen. 1842 erhielt die Stadt Gütersloh die revidierte Städteordnung und schied dadurch aus dem gemeinsamen Verwaltungsverband mit den vier Bauerschaften aus. Diese bildeten nun eine Landgemeinde im deckungsgleichen Amt Gütersloh, das anfangs in Personalunion vom städtischen Bürgermeister Haege als Amtmann verwaltet wurde.
Die Grenzziehung war längere Zeit strittig, denn die im Wachsen begriffene Stadt strebte eine Ausweitung ihres Gebietes nach Osten an, die ihr zunächst verwehrt blieb. 1868 wurde schließlich ein kleiner, unbewohnter Teil der Gemeinde (0,23 km²) in die Stadt Gütersloh umgemeindet.
Während einige Bürger vergeblich die Verselbständigung der vier Bauerschaften zu eigenen Landgemeinden anstrebten, bemühte sich die Stadt ab 1884 um die erneute Erweiterung ihres Gebietes. Nach langen Verhandlungen stimmte die Landgemeinde 1905 der Eingemeindung zu und schloss mit der Stadt einen Umgemeindungsvertrag. Dieser trat am 1. April 1910 in Kraft, und das zu diesem Zeitpunkt 33,6 km² große Gebiet wurde Teil der Stadtgemeinde.

## Einwohnerentwicklung
Die vier Ortschaften der Gemeinde hatten 1843 insgesamt 3777 Einwohner. Diese Zahl schwankte bis 1885 zwischen ca. 2800 und ca. 3900. Gegen Ende des 19. Jahrhunderts setzte ein starkes Bevölkerungswachstum ein, das die Einwohnerzahl bis 1905 auf 6771 steigen ließ.
Die folgende Übersicht zeigt die Einwohnerzahlen der Gemeinde Gütersloh-Land. Bei den Zahlen handelt es sich um Volkszählungsergebnisse. Die Angaben beziehen sich ab 1871 auf die ortsanwesende Bevölkerung, vor 1871 wurden die Einwohnerzahlen nach uneinheitlichen Erhebungsverfahren ermittelt.
| Jahr            | Einwohner |
| --------------- | --------- |
| 1843 (31. Dez.) | 3777      |
| 1849 (3. Dez.)  | 2804      |
| 1852 (3. Dez.)  | 2837      |
| 1858 (3. Dez.)  | 2911      |

| Jahr           | Einwohner |
| -------------- | --------- |
| 1867 (3. Dez.) | 3028      |
| 1871 (1. Dez.) | 2824      |
| 1875 (1. Dez.) | 3850      |
| 1880 (1. Dez.) | 3117      |

| Jahr           | Einwohner |
| -------------- | --------- |
| 1885 (1. Dez.) | 3297      |
| 1895 (1. Dez.) | 4393      |
| 1900 (1. Dez.) | 5568      |
| 1905 (1. Dez.) | 6771      |